# A Ram Sam Sam
„A Ram Sam Sam“ je dětská písnička a hra, která vznikla v Maroku a stala se známou po celém světě.
Text této písničky je obvykle takový:
A ram sam sam, a ram sam sam

Guli guli guli guli guli ram sam sam

A ram sam sam, a ram sam sam

Guli guli guli guli guli ram sam sam

A ra-vi, a ra-vi

Guli guli guli guli guli ram sam sam

A ra-vi, a ra-vi

Guli guli guli guli guli ram sam sam
Hra se hraje ve skupince dětí. Píseň je zpívána společně skupinou a doprovázena pohyby během určitých slov:
- A ram sam sam – „Bušit“ o sebe pěstmi v horizontálním směru, nejdříve je pravá pěst nad levou, poté vyměnit
- Guli guli – Odtáhnout ruce od sebe a dělat jakoby něco bylo gumové a lepkavé
- A ra-vi – zvedat obě ruce vysoko do vzduchu a potom dolů na zem[1]

Další varianta pohybů je následující:
- A ram sam sam – Tleskání rukama o stehna
- Guli guli – Rotování rukama před sebou
- A ra-vi – Přikládání sepnutých rukou střídavě k levé a pravé tváři[2]

## Význam
Píseň je v arabštině v marockém dialektu. Slova „A ram sam sam“ nemají v současnosti jasný význam. Ostatní však mohou být přeložena následovně. 
- „Guli“ = řekni mi
- „A rafiq“ = příteli, kamaráde